# Eva Sandersen
Eva Eun-Kyung Sandersen (* 12. Februar 2001) ist eine dänische Taekwondoin und aktive Wettkämpferin in der Formenlauf-Disziplin Pumsae.

## Sportliche Laufbahn
Eva Sandersen begann 2009 auf Anregung ihrer Eltern mit dem Training der koreanischen Kampfkunst Taekwondo.
Sie nahm 2018 an ihrem ersten Wettkampf bei den Senioren teil, den Taekwondo-Weltmeisterschaften auf Rhodos, wo sie die Silbermedaille im Freestyle-Pumsae-Wettbewerb der Frauen gewann. 2019 wurde sie bei den Europameisterschaften in Antalya Doppel-Europameisterin in der Disziplin des traditionellen Formenlaufs und in der Freestyle-Form.
Im Februar 2020 zog sich Sandersen beim Training einen Achillessehnenriss zu und musste sechs Monate lang pausieren. Am Ende desselben Jahres gewann sie bei den Online-Pumsae-Weltmeisterschaften eine Bronzemedaille im Wettbewerb der Frauen zwischen 18 und 30 Jahren. Der Wettbewerb wurde aufgrund der COVID-19-Pandemie online ausgetragen.
2021 gewann Sandersen bei den Europameisterschaften in Portugal zwei Goldmedaillen in den Kategorien traditionelle Pumsae und Freestyle-Pumsae. Bei den Weltmeisterschaften im koreanischen Goyang im Jahr 2022 wurde sie Weltmeisterin im traditionellen Formenlauf. Auch gewann sie die Bronzemedaille im Freestyle-Poomsae-Wettbewerb der Frauen.
In Innsbruck wurde Sandersen 2023 zum dritten Mal Europameisterin in den traditionellen Formen, nachdem sie die türkische Athletin Seyda Nur Yavuz im Finale mit 79,4 zu 76,4 Punkten besiegte. Ebenfalls wurde sie erneut Europameisterin im Freestyle-Wettbewerb. 2024 nahm sie an den Weltmeisterschaften in Hong Kong im Freestyle-Einzelwettbewerb der Damen teil, wo sie den zweiten Platz hinter der amtierenden Weltmeisterin Ye Eun Cha aus Südkorea belegte. Zusätzlich wurde sie Vizeweltmeisterin im Pumsae-Wettbewerb der Frauen.

## Öffentliche Auftritte
Eva Sandersen war Teilnehmerin der fünften und letzten Staffel von Danmark Har Talent, welche im November 2019 ausgestrahlt wurde. Sie zeigte mehrere Programme, die aus Taekwondo-Bewegungen kombiniert mit Stuntelementen bestanden. Sandersen erreichte das Finale, verpasste aber die Top 5 und belegte eine Platzierung im Bereich der Plätze 6 bis 10.

## Privates
Sandersen begann im Jahr 2021 ein Pharmaziestudium.